# Leteča špagetna pošast
Leteča špagetna pošast (v angleščini Flying Sphagetti Monster, pogosto okrajšano kot FSM) je božanstvo parodične religije, cerkve leteče špagetne pošasti ali pastafarianizma (po ital. pasta = testenine, z aluzijo na rastafarijanstvo). Letečo špagetno pošast je prvič omenil Bobby Henderson leta 2005 v javnem pismu kansaškemu odboru za šolstvo, ki je dovolil poučevanje inteligentnega načrta namesto evolucije. Henderson je inteligentnemu načrtu nasprotoval s trditvijo, da je stvarnik sveta Leteča špagetna pošast in izzval kogarkoli, naj dokaže nasprotno. Zahteval je enak obseg poučevanja o nauku Leteče špagetne pošasti in drugih svetovnih nazorih.
Nehote je Henderson ustvaril pošast: v nekaj mesecih je njegova spletna stran dosegla čez milijon zadetkov. Henderson je izdal knjigo, Sveto Pismo Leteče Špagetne Pošasti. Privrženci Cerkve LSP organizirajo letna srečanja.
Novejši dogodek s pastafarijanstvom je zahteva avstrijskega ateista Nika Alma, da mu izdajo vozniško dovoljenje s fotografijo, na kateri ima na glavi cedilo za špagete. Prvič je zahteval tako vozniško dovoljenje leta 2008, uspel je leta 2011. Poleg izpričevanja svojih dvomov v ustaljena verstva, je Alm protestiral proti predpisu, ki prepoveduje uradne slike s pokivali, razen, če gre za versko obeležje. Trdi, da je tak predpis diskriminatoren, saj dovoljuje uradne fotografije s pokrivalom le pripadnikom verskih skupnosti ne pa tudi pripadnikom drugih prepričanj. Aprila 2016 je na Novi Zelandiji potekala prva uradno priznana pastafarianska cerkvena poroka.